# Interestatal 80 (California)
La Interestatal 80 (abreviada I-80) es una autopista interestatal ubicada en el estado de California. La autopista inicia en el Oeste desde la I 80     en San Francisco hacia el Este en la I 80     en Verdi-Mogul, Nevada. La autopista tiene una longitud de 334 km (207.554 mi).

## Mantenimiento
Al igual que las carreteras estatales, las carreteras federales, la Interestatal 80 es administrada y mantenida por el Departamento de Transporte de California por sus siglas en inglés Caltrans.

## Cruces
La Interestatal 80 es atravesada principalmente por la  I 580  I 880  en Oakland
 I 780  en Vallejo
 I 680  en Fairfield
 I 505  en Vacaville
 US 50  BL 80  en West Sacramento
 I 5  SR 16  SR 99  en Sacramento.
Nota: A excepción donde existen las rutas con prefijos de letras, el Miliario muestra la longitud hecha en 1964, y no necesariamente significa que actualmente esa sea la longitud de la ruta. Estos números se reinician al entrar a otro condado; el inicio y el fin de los miliarios en cada condado son dados en la columna del condado.
| condado | Ubicación                       | Miliario                                                                                        | Salida                                  | Destinos                                                                                        | Notas |
| --- | ------------------------------- | ----------------------------------------------------------------------------------------------- | --------------------------------------- | ----------------------------------------------------------------------------------------------- | --- |
| San Francisco SF 3.84-8.85                                                                                                | San Francisco SF 3.84-8.85      | 3.95                                                                                            | 1                                       | US 101 (James Lick Freeway, Central Freeway) – San José                                         | Salida Oeste y entrada en sentido Este; Señalizada como salidas 1A (sur) y 1B (norte) |
| San Francisco SF 3.84-8.85                                                                                                | San Francisco SF 3.84-8.85      |                                                                                                 | 1C                                      | Ninth Street – San Francisco Civic Center                                                       | Señalizada como salida 433C on US 101 en sentido norte |
| San Francisco SF 3.84-8.85                                                                                                | San Francisco SF 3.84-8.85      | 4.40                                                                                            | 1                                       | Seventh Street                                                                                  | Salida en sentido Este y entrada en sentido oeste |
| San Francisco SF 3.84-8.85                                                                                                | San Francisco SF 3.84-8.85      | 5.45                                                                                            | 2A                                      | Fifth Street                                                                                    | Salida Oeste y entrada en sentido Este |
| San Francisco SF 3.84-8.85                                                                                                | San Francisco SF 3.84-8.85      | 5.45                                                                                            | 2B                                      | Fourth Street, Embarcadero                                                                      | Salida en sentido Este y entrada en sentido oeste |
| San Francisco SF 3.84-8.85                                                                                                | San Francisco SF 3.84-8.85      | 5.59                                                                                            | 2C                                      | Harrison Street, Embarcadero                                                                    | Salida Oeste y entrada en sentido Este; antigua SR 480 |
| San Francisco SF 3.84-8.85                                                                                                | San Francisco SF 3.84-8.85      | 5.59                                                                                            | 2D                                      | Fremont Street, Folsom Street                                                                   | Salida Oeste y entrada en sentido Este; antigua SR 480 |
| San Francisco SF 3.84-8.85                                                                                                | San Francisco SF 3.84-8.85      | Puente de la Bahía de San Francisco – Oakland (extensión oeste) sobre la Bahía de San Francisco |                                         |                                                                                                 | |
| San Francisco SF 3.84-8.85                                                                                                | San Francisco SF 3.84-8.85      | 7.72                                                                                            | 4A                                      | Treasure Island                                                                                 | Salida en sentido Este y entrada en sentido oeste solamente; en sentido oeste salida y entrada en sentido este es por la salida 4/4B                                                                                           |
| San Francisco SF 3.84-8.85                                                                                                | San Francisco SF 3.84-8.85      | 7.72                                                                                            | 4B                                      | Yerba Buena Island                                                                              | Señalizada como salida 4 en sentido oeste; en sentido este salida y entrada en sentido oeste actualmente cerrada debido a la construcción por el reemplazo de la extensión este del nuevo puente de la Bahía de San Francisco. |
| San Francisco SF 3.84-8.85                                                                                                | San Francisco SF 3.84-8.85      | Puente de la Bahía de San Francisco – Oakland (extensión este) sobre la Bahía de San Francisco  |                                         |                                                                                                 | |
| Alameda ALA 0.00-8.04 | Oakland                         |                                                                                                 |                                         |                                                                                                 | |
| Alameda ALA 0.00-8.04 | Oakland                         | 2.51                                                                                            | 8A                                      | West Grand Avenue, Maritime Street                                                              | |
| Alameda ALA 0.00-8.04 | Oakland                         | 2.80                                                                                            | 8A                                      | I 880 sur (Nimitz Freeway) – Alameda, San José                                                  | Salida Oeste es parte de la salida 8B |
| Alameda ALA 0.00-8.04 | Oakland                         | 2.80                                                                                            | 8B                                      | I 580 este (MacArthur Freeway) SR 24 – Downtown Oakland, Hayward, Stockton                      | Extremo oeste de la I-580; en sentido oeste salida y entrada en sentido este |
| Alameda ALA 0.00-8.04 | Emeryville                      | 3.79                                                                                            | 9                                       | Powell Street – Emeryville                                                                      | Sin salida en sentido Este desde I-880 norte |
| Alameda ALA 0.00-8.04 | Berkeley                        | 4.58                                                                                            | 10                                      | SR 13 (Ashby Avenue) / Shellmound Street                                                        | Shellmound Street es accesible del sentido este solamente |
| Alameda ALA 0.00-8.04 | Berkeley                        | 5.82                                                                                            | 11                                      | University Avenue – Berkeley                                                                    | Sirve a UC Berkeley |
| Alameda ALA 0.00-8.04 | Berkeley                        | 6.62                                                                                            | 12                                      | Gilman Street                                                                                   | |
| Alameda ALA 0.00-8.04 | Albany                          | R7.30                                                                                           | 13A                                     | Buchanan Street – Albany                                                                        | Señalizada como salida 13 en sentido oeste |
| Alameda ALA 0.00-8.04 | Albany                          | R7.30                                                                                           | 13B                                     | I 580 oeste – Point Richmond, San Rafael                                                        | Salida en sentido Este y entrada en sentido oeste; extremo este de la I-580 |
| Alameda ALA 0.00-8.04 | Albany                          |                                                                                                 |                                         | Pierce Street                                                                                   | Antigua Salida en sentido Este y entrada; demolida como parte de la construcción de la I-80 / I-580 interconexión en Albany |
| Contra Costa CC 0.00-14.14                                                                                                | Richmond                        | 0.22                                                                                            | 14A                                     | Central Avenue – El Cerrito                                                                     | |
| Contra Costa CC 0.00-14.14                                                                                                | Richmond                        | 1.00                                                                                            | 14B                                     | Carlson Boulevard                                                                               | |
| Contra Costa CC 0.00-14.14                                                                                                | El Cerrito                      | 1.67                                                                                            | 15                                      | Potrero Avenue                                                                                  | Salida en sentido Este y entrada en sentido oeste |
| Contra Costa CC 0.00-14.14                                                                                                | Richmond                        | 2.04                                                                                            | 15                                      | SR 123 (Cutting Boulevard)                                                                      | Salida Oeste y entrada en sentido Este |
| Contra Costa CC 0.00-14.14                                                                                                | Richmond                        | 2.62                                                                                            | 16A                                     | MacDonald Avenue                                                                                | Salida en sentido Este y entrada en sentido oeste |
| Contra Costa CC 0.00-14.14                                                                                                | Richmond                        | 2.96                                                                                            | 16B                                     | San Pablo Avenue, Barrett Avenue                                                                | Señalizada como salida 16 en sentido oeste; Barrett Avenue antes señalizada como Central Richmond |
| Contra Costa CC 0.00-14.14                                                                                                | Richmond                        | 3.41                                                                                            | 17                                      | Solano Avenue                                                                                   | Salida en sentido Este y entrada en sentido oeste |
| Contra Costa CC 0.00-14.14                                                                                                | Richmond                        | 3.80                                                                                            | 17                                      | McBryde Avenue                                                                                  | Salida solamente en sentido Oeste |
| Contra Costa CC 0.00-14.14                                                                                                | San Pablo                       | 4.34                                                                                            | 18                                      | San Pablo Dam Road                                                                              | |
| Contra Costa CC 0.00-14.14                                                                                                |                                 | 5.25                                                                                            | 19A                                     | El Portal Drive                                                                                 | |
| Contra Costa CC 0.00-14.14                                                                                                | Richmond                        | 5.98                                                                                            | 19B                                     | Hilltop Mall, Auto Plaza                                                                        | Antes señalizada como Hilltop Drive |
| Contra Costa CC 0.00-14.14                                                                                                | Pinole                          | 6.60                                                                                            | 20                                      | Richmond Parkway, Fitzgerald Drive hacia I-580 west                                             | Sin construir SR 93 |
| Contra Costa CC 0.00-14.14                                                                                                | Pinole                          | 7.60                                                                                            | 21                                      | Appian Way                                                                                      | |
| Contra Costa CC 0.00-14.14                                                                                                | Pinole                          | 8.51                                                                                            | 22                                      | Pinole Valley Road                                                                              | |
| Contra Costa CC 0.00-14.14                                                                                                | Hercules                        | 10.06                                                                                           | 23                                      | SR 4 este – Stockton                                                                            | No en sentido oeste exit |
| Contra Costa CC 0.00-14.14                                                                                                | Hercules                        | 10.06                                                                                           | 23                                      | Hercules                                                                                        | |
| Contra Costa CC 0.00-14.14                                                                                                | Hercules                        | 10.69                                                                                           | 24                                      | Willow Avenue – Rodeo                                                                           | |
| Contra Costa CC 0.00-14.14                                                                                                |                                 | 12.75                                                                                           | 26                                      | Cummings Skyway hacia SR 4 este – Martínez, Concord                                             | |
| Contra Costa CC 0.00-14.14                                                                                                |                                 | 13.49                                                                                           | 27                                      | Pomona Street – Crockett, Port Costa                                                            | |
| Contra Costa CC 0.00-14.14                                                                                                |                                 | 14.14                                                                                           | Puente Carquinez sobre Carquinez Strait | Puente Carquinez sobre Carquinez Strait                                                         | Puente Carquinez sobre Carquinez Strait |
| Solano SOL 0.00-6.81 | Vallejo                         | 14.14                                                                                           | Puente Carquinez sobre Carquinez Strait | Puente Carquinez sobre Carquinez Strait                                                         | Puente Carquinez sobre Carquinez Strait |
| Solano SOL 0.00-6.81 | Vallejo                         | 1.14                                                                                            | 29A                                     | SR 29 (Sonoma Boulevard)                                                                        | Salida en sentido Este y entrada en sentido oeste |
| Solano SOL 0.00-6.81 | Vallejo                         |                                                                                                 | 29A                                     | Maritime Academy Drive                                                                          | Entrada y Salida Oeste solamente |
| Solano SOL 0.00-6.81 | Vallejo                         |                                                                                                 | 29B                                     | Sequoia Avenue                                                                                  | Salida en sentido Este solamente |
| Solano SOL 0.00-6.81 | Vallejo                         | 1.78                                                                                            | 29C                                     | Magazine Street                                                                                 | Señalizada como salida 29B en sentido oeste |
| Solano SOL 0.00-6.81 | Vallejo                         | 2.23                                                                                            | 30A                                     | I 780 a I 680 / Curtola Parkway – Benicia, Martínez                                             | Antigua I-680 sur |
| Solano SOL 0.00-6.81 | Vallejo                         | 2.44                                                                                            | 30B                                     | Frontage Road (a Benicia Road)                                                                  | Salida en sentido Este solamente; antigua SR 141 |
| Solano SOL 0.00-6.81 | Vallejo                         | 2.88                                                                                            | 30C                                     | Georgia Street – Central Vallejo                                                                | Señalizada como salida 30B en sentido oeste |
| Solano SOL 0.00-6.81 | Vallejo                         | 3.23                                                                                            | 31A                                     | Springs Road, Solano Avenue                                                                     | |
| Solano SOL 0.00-6.81 | Vallejo                         | 3.49                                                                                            | 31B                                     | Tennessee Street – Mare Island                                                                  | |
| Solano SOL 0.00-6.81 | Vallejo                         | 4.43                                                                                            | 32A                                     | Redwood Parkway, Redwood Street                                                                 | Señalizada como salidas 32A (este) y 32B (oeste) en sentido este |
| Solano SOL 0.00-6.81 | Vallejo                         | 5.63                                                                                            | 33                                      | SR 37 oeste / Auto Mall Columbus Parkway – Napa, San Rafael, Novato                             | Señalizada como salidas 33A (Auto Mall Columbus Parkway) y 33B (SR 37) en sentido oeste |
| Napa NAP 6.81-8.00 | Sin cruces                      | Sin cruces                                                                                      | Sin cruces                              | Sin cruces                                                                                      | Sin cruces |
| Solano SOL 8.00-R44.72 |                                 | 8.10                                                                                            | 36                                      | American Canyon Road, Hiddenbrooke Parkway                                                      | |
| Solano SOL 8.00-R44.72 | Fairfield                       | R11.39                                                                                          | 39A                                     | Red Top Road                                                                                    | Señalizada como salida 39 en sentido este |
| Solano SOL 8.00-R44.72 | Fairfield                       | R11.98                                                                                          | 39B                                     | SR 12 oeste – Napa, Sonoma                                                                      | Extremo oeste de la SR 12; en sentido este salida es vía la Salida 39 |
| Solano SOL 8.00-R44.72 | Fairfield                       | 12.74                                                                                           | 40                                      | Green Valley Road                                                                               | Salida Oeste es parte de la salida 41 |
| Solano SOL 8.00-R44.72 | Fairfield                       | 12.84                                                                                           | 40                                      | I 680 sur – Benicia, Martínez, San José                                                         | Antigua SR 21 |
| Solano SOL 8.00-R44.72 | Fairfield                       | 13.49                                                                                           | 41                                      | Suisun Valley Road, Pittman Road                                                                | |
| Solano SOL 8.00-R44.72 | Fairfield                       | 15.82                                                                                           | 43                                      | SR 12 este – Suisun City, Rio Vista                                                             | Extremo este de la SR 12; en sentido oeste salida es por la salida 43 |
| Solano SOL 8.00-R44.72 | Fairfield                       | 16.17                                                                                           | 44A                                     | Abernathy Road, Suisun Parkway                                                                  | Señalizada como salida 43 en sentido oeste |
| Solano SOL 8.00-R44.72 | Fairfield                       | 17.20                                                                                           | 44B                                     | West Texas Street, Rockville Road – Fairfield                                                   | Señalizada como salida 44 en sentido oeste |
| Solano SOL 8.00-R44.72 | Fairfield                       | 17.92                                                                                           | 45                                      | Travis Boulevard                                                                                | |
| Solano SOL 8.00-R44.72 | Fairfield                       | 19.18                                                                                           | 47                                      | Waterman Boulevard, Air Base Parkway – Base de la Fuerza Aérea Travis                           | Señalizada como salidas 47A (Air Base Parkway) y 47B (Waterman Boulevard) en sentido oeste |
| Solano SOL 8.00-R44.72 | Fairfield                       | 20.93                                                                                           | 48                                      | North Texas Street, Manuel Campos Parkway – Fairfield                                           | |
| Solano SOL 8.00-R44.72 |                                 | 23.13                                                                                           | 51A                                     | Lagoon Valley Road, Cherry Glen Road                                                            | |
| Solano SOL 8.00-R44.72 | Vacaville                       | 23.96                                                                                           | 51B                                     | Peña Adobe Road                                                                                 | |
| Solano SOL 8.00-R44.72 | Vacaville                       |                                                                                                 | 52                                      | Cherry Glen Road                                                                                | Salida solamente en sentido Oeste |
| Solano SOL 8.00-R44.72 | Vacaville                       | R25.31                                                                                          | 53                                      | Alamo Drive, Merchant Street                                                                    | |
| Solano SOL 8.00-R44.72 | Vacaville                       | R26.01                                                                                          | 54A                                     | Davis Street                                                                                    | |
| Solano SOL 8.00-R44.72 | Vacaville                       | R26.46                                                                                          | 54B                                     | Peabody Road, Mason Street – Elmira                                                             | |
| Solano SOL 8.00-R44.72 | Vacaville                       | R27.24                                                                                          | 55                                      | Monte Vista Avenue, Allison Drive, Nut Tree Parkway                                             | |
| Solano SOL 8.00-R44.72 | Vacaville                       | R28.36                                                                                          | 56                                      | I 505 norte – Winters, Redding                                                                  | |
| Solano SOL 8.00-R44.72 | Vacaville                       | 29.86                                                                                           | 57                                      | Leisure Town Road, Vaca Valley Parkway                                                          | |
| Solano SOL 8.00-R44.72 | Vacaville                       | 31.36                                                                                           | 59                                      | Meridian Road, Weber Road                                                                       | |
| Solano SOL 8.00-R44.72 |                                 | 32.62                                                                                           | 60                                      | Midway Road, Lewis Road                                                                         | |
| Solano SOL 8.00-R44.72 | Dixon                           | 35.55                                                                                           | 63                                      | Dixon Avenue, West A Street – Dixon                                                             | |
| Solano SOL 8.00-R44.72 | Dixon                           | 36.90                                                                                           | 64                                      | Pitt School Road                                                                                | |
| Solano SOL 8.00-R44.72 | Dixon                           | 38.21                                                                                           | 66A                                     | SR 113 sur (First Street) / Currey Road – Dixon                                                 | Extremo oeste de la SR 113; Señalizada como salida 66 en sentido este |
| Solano SOL 8.00-R44.72 |                                 |                                                                                                 | 66B                                     | Milk Farm Road                                                                                  | Salida solamente en sentido Oeste |
| Solano SOL 8.00-R44.72 |                                 | 39.74                                                                                           | 67                                      | Pedrick Road (CR E7)                                                                            | |
| Solano SOL 8.00-R44.72 |                                 | 41.30                                                                                           | 69                                      | Kidwell Road                                                                                    | |
| Solano SOL 8.00-R44.72 |                                 | 42.67                                                                                           | 70                                      | SR 113 norte (Vic Fazio Highway) – Woodland                                                     | Extremo este de la SR 113 |
| Solano SOL 8.00-R44.72 |                                 | 43.50                                                                                           | 71                                      | UC Davis (Old Davis Road)                                                                       | |
| Yolo YOL 0.00-R11.72 | Davis                           | 0.24                                                                                            | 72                                      | Richards Boulevard – Downtown Davis                                                             | Señalizada como salidas 72A (sur) y 72B (norte) en sentido oeste |
| Yolo YOL 0.00-R11.72 | Davis                           | 0.84                                                                                            | 73                                      | Olive Drive                                                                                     | Salida solamente en sentido Oeste; antigua US 40 oeste / US 99W norte |
| Yolo YOL 0.00-R11.72 | Davis                           | 2.68                                                                                            | 75                                      | Mace Boulevard (CR E6)                                                                          | |
| Yolo YOL 0.00-R11.72 |                                 | 5.78                                                                                            | 78                                      | Road 32A, East Chiles Road                                                                      | |
| Yolo YOL 0.00-R11.72 | Yolo Causeway sobre Yolo Bypass |                                                                                                 |                                         |                                                                                                 | |
| Yolo YOL 0.00-R11.72 | West Sacramento                 | 9.18                                                                                            | 81                                      | West Capitol Avenue, Enterprise Boulevard – West Sacramento                                     | West Capitol Avenue fue la antigua US 40 este / US 99W sur |
| Yolo YOL 0.00-R11.72 | West Sacramento                 | R9.91                                                                                           | 82                                      | BL 80 este (Capital City Freeway) US 50 este (El Dorado Freeway) – Sacramento, South Lake Tahoe | Antigua US 40 este / US 99W sur / I-80 este |
| Yolo YOL 0.00-R11.72 | West Sacramento                 | R11.23                                                                                          | 83                                      | Reed Avenue (SR 84) – West Sacramento                                                           | |
| Sacramento SAC M0.00-18.00                                                                                                | Sacramento                      | M1.36                                                                                           | 85                                      | West El Camino Avenue                                                                           | |
| Sacramento SAC M0.00-18.00                                                                                                | Sacramento                      | M2.55                                                                                           | 86                                      | I 5 a SR 99 – Sacramento, Los Ángeles, Redding                                                  | |
| Sacramento SAC M0.00-18.00                                                                                                | Sacramento                      | M3.64                                                                                           | 88                                      | Truxel Road                                                                                     | Serves Power Balance Pavilion |
| Sacramento SAC M0.00-18.00                                                                                                | Sacramento                      | M4.98                                                                                           | 89                                      | Northgate Boulevard                                                                             | |
| Sacramento SAC M0.00-18.00                                                                                                | Sacramento                      | M6.12                                                                                           | 90                                      | Norwood Avenue                                                                                  | |
| Sacramento SAC M0.00-18.00                                                                                                | Sacramento                      | M7.63                                                                                           | 91                                      | Raley Boulevard, Marysville Boulevard – Del Paso Heights                                        | |
| Sacramento SAC M0.00-18.00                                                                                                | Sacramento                      | M8.67                                                                                           | 92                                      | Winters Street                                                                                  | |
| Sacramento SAC M0.00-18.00                                                                                                | Sacramento                      | M9.40                                                                                           | 93                                      | Longview Drive                                                                                  | |
| Sacramento SAC M0.00-18.00                                                                                                |                                 |                                                                                                 | 94                                      | Estaciones del Tren Ligero de Sacramento Stations (Roseville Road, Watt/I-80 West, y Watt/I-80) | Salida Oeste y entrada en sentido este; también es accesible desde la salida 93 en sentido oeste |
| Sacramento SAC M0.00-18.00                                                                                                |                                 | M10.36                                                                                          | 94A                                     | Watt Avenue                                                                                     | Salida Oeste es parte de la salida 95 |
| Sacramento SAC M0.00-18.00                                                                                                |                                 | R10.99                                                                                          | 94B                                     | Auburn Boulevard (SR 244)                                                                       | Salida Oeste es parte de la salida 95 |
| Sacramento SAC M0.00-18.00                                                                                                |                                 | R10.99                                                                                          | 95                                      | BL 80 oeste (Capital City Freeway) a SR 99 sur – Sacramento                                     | Salida Oeste y entrada en sentido Este; en sentido este salida es parte de la salida 94A; antigua I-80 oeste |
| Sacramento SAC M0.00-18.00                                                                                                |                                 | 12.48                                                                                           | 96                                      | Madison Avenue                                                                                  | |
| Sacramento SAC M0.00-18.00                                                                                                |                                 | 14.45                                                                                           | 98                                      | Greenback Lane, Elkhorn Boulevard (CR E14)                                                      | |
| Sacramento SAC M0.00-18.00                                                                                                | Citrus Heights                  | 16.69                                                                                           | 100                                     | Antelope Road                                                                                   | |
| Placer PLA 0.00-R58.71 | Roseville                       | 0.27                                                                                            | 102                                     | Riverside Avenue, Auburn Boulevard – Roseville, Citrus Heights                                  | Antigua US 40 / SR 65 |
| Placer PLA 0.00-R58.71 | Roseville                       | 1.98                                                                                            | 103                                     | Douglas Boulevard, Sunrise Avenue (CR E2)                                                       | Señalizada como salidas 103A (este) y 103B (oeste) en sentido este |
| Placer PLA 0.00-R58.71 | Roseville                       | 3.07                                                                                            | 105A                                    | Atlantic Street, Eureka Road                                                                    | Señalizada como salidas 105A (Eureka Road) y 105B (Atlantic Street) en sentido oeste |
| Placer PLA 0.00-R58.71 | Roseville                       | 3.66                                                                                            | 105B                                    | Taylor Road, Pacific Street                                                                     | Salida Oeste es por la salida 105A |
| Placer PLA 0.00-R58.71 | Roseville                       | 4.16                                                                                            | 106                                     | SR 65 – Lincoln, Marysville                                                                     | |
| Placer PLA 0.00-R58.71 | Rocklin                         | 6.06                                                                                            | 108                                     | Rocklin Road                                                                                    | |
| Placer PLA 0.00-R58.71 | Rocklin                         | 7.42                                                                                            | 109                                     | Sierra College Boulevard (CR E3)                                                                | |
| Placer PLA 0.00-R58.71 | Loomis                          | 8.72                                                                                            | 110                                     | Horseshoe Bar Road – Loomis                                                                     | |
| Placer PLA 0.00-R58.71 |                                 | 10.35                                                                                           | 112                                     | Penryn Road – Penryn                                                                            | |
| Placer PLA 0.00-R58.71 |                                 | 13.81                                                                                           | 115                                     | Newcastle Road – Newcastle                                                                      | |
| Placer PLA 0.00-R58.71 |                                 | 14.30                                                                                           | 116                                     | SR 193 oeste – Lincoln                                                                          | Extremo oeste de la SR 193 |
| Placer PLA 0.00-R58.71 | Auburn                          | 16.85                                                                                           | 118                                     | Ophir Road                                                                                      | Salida Oeste y entrada en sentido Este |
| Placer PLA 0.00-R58.71 | Auburn                          | 17.29                                                                                           | 119A                                    | Maple Street, Nevada Street – Auburn                                                            | |
| Placer PLA 0.00-R58.71 | Auburn                          | 17.54                                                                                           | 119B                                    | SR 49 (SR 193 este) – Grass Valley, Placerville                                                 | Extremo este de la SR 193 |
| Placer PLA 0.00-R58.71 | Auburn                          | 17.83                                                                                           | 119C                                    | Elm Avenue                                                                                      | |
| Placer PLA 0.00-R58.71 | Auburn                          | R18.91                                                                                          | 120                                     | Lincoln Way, Russell Road                                                                       | No entrada en sentido Este |
| Placer PLA 0.00-R58.71 |                                 | R19.47                                                                                          | 121                                     | Auburn Ravine Road – Foresthill                                                                 | |
| Placer PLA 0.00-R58.71 |                                 | R20.13                                                                                          | 122                                     | Bowman                                                                                          | |
| Placer PLA 0.00-R58.71 |                                 | R21.13                                                                                          | 123                                     | Bell Road                                                                                       | |
| Placer PLA 0.00-R58.71 |                                 | R22.21                                                                                          | 124                                     | Dry Creek Road                                                                                  | |
| Placer PLA 0.00-R58.71 |                                 | R23.43                                                                                          | 125                                     | Clipper Gap, Meadow Vista (Placer Hills Road)                                                   | |
| Placer PLA 0.00-R58.71 |                                 | R26.21                                                                                          | 128                                     | Applegate                                                                                       | |
| Placer PLA 0.00-R58.71 |                                 | 27.39                                                                                           | 129                                     | Heather Glen                                                                                    | |
| Placer PLA 0.00-R58.71 |                                 | 28.59                                                                                           | 130                                     | West Paoli Lane                                                                                 | |
| Placer PLA 0.00-R58.71 |                                 | 29.32                                                                                           | 131                                     | Weimar Cross Road                                                                               | |
| Placer PLA 0.00-R58.71 | Colfax                          | 31.79                                                                                           | 133                                     | Canyon Way, Placer Hills Road                                                                   | |
| Placer PLA 0.00-R58.71 | Colfax                          | 33.13                                                                                           | 135                                     | SR 174 – Colfax, Grass Valley                                                                   | |
| Placer PLA 0.00-R58.71 |                                 | 37.78                                                                                           | 139                                     | Rollins Lake Road, Magra Road                                                                   | Entrada y Salida Oeste solamente |
| Placer PLA 0.00-R58.71 |                                 | 38.35                                                                                           | 140                                     | Secret Town Road, Magra Road                                                                    | |
| Placer PLA 0.00-R58.71 |                                 | 41.37                                                                                           | 143                                     | Magra Road – Gold Run                                                                           | |
| Placer PLA 0.00-R58.71 |                                 | 42.19                                                                                           | 144                                     | Gold Run                                                                                        | Salida Oeste y entrada en sentido Este |
| Placer PLA 0.00-R58.71 |                                 | 43.17                                                                                           | 145                                     | Dutch Flat                                                                                      | |
| Placer PLA 0.00-R58.71 |                                 | 44.75                                                                                           | 146                                     | Alta                                                                                            | |
| Placer PLA 0.00-R58.71 |                                 | 46.31                                                                                           | 148A                                    | Crystal Springs                                                                                 | |
| Placer PLA 0.00-R58.71 |                                 | 46.94                                                                                           | 148B                                    | Baxter                                                                                          | |
| Placer PLA 0.00-R58.71 |                                 | 49.00                                                                                           | 150                                     | Drum Forebay Road                                                                               | |
| Placer PLA 0.00-R58.71 |                                 | 53.36                                                                                           | 155                                     | Blue Canyon                                                                                     | |
| Placer PLA 0.00-R58.71 |                                 | 54.81                                                                                           | 156                                     | Nyack Road                                                                                      | |
| Placer PLA 0.00-R58.71 |                                 | R56.06                                                                                          | 158A                                    | Emigrant Gap                                                                                    | Señalizada como salida 158 en sentido oeste |
| Placer PLA 0.00-R58.71 |                                 |                                                                                                 | 158B                                    | Laing Road                                                                                      | Salida en sentido Este solamente |
| Nevada NEV R58.71-R62.75                                                                                                  |                                 | R58.84                                                                                          | 160                                     | Yuba Gap                                                                                        | |
| Nevada NEV R58.71-R62.75                                                                                                  |                                 | R59.54                                                                                          | 161                                     | SR 20 oeste – Nevada City, Grass Valley                                                         | |
| Nevada NEV R58.71-R62.75                                                                                                  |                                 | R62.03                                                                                          | 164                                     | Eagle Lakes Road                                                                                | |
| Placer PLA R62.75-69.77                                                                                                   |                                 | R63.52                                                                                          | 165                                     | Cisco Grove (Cisco Road)                                                                        | |
| Placer PLA R62.75-69.77                                                                                                   |                                 |                                                                                                 | 166                                     | Big Bend                                                                                        | Salida en sentido Este solamente |
| Placer PLA R62.75-69.77                                                                                                   |                                 | R66.20                                                                                          | 168                                     | Rainbow Road – Big Bend                                                                         | |
| Placer PLA R62.75-69.77                                                                                                   |                                 | 69.23                                                                                           | 171                                     | Kingvale                                                                                        | |
| Nevada NEV 0.00-31.78 |                                 | R2.48                                                                                           | 174                                     | Soda Springs, Norden                                                                            | |
| Nevada NEV 0.00-31.78 |                                 | R5.07                                                                                           | 176                                     | Boreal Ridge Road – Castle Peak                                                                 | |
| Nevada NEV 0.00-31.78 |                                 | R9.01                                                                                           | 180                                     | Donner Lake (Donner Lake Road)                                                                  | |
| Nevada NEV 0.00-31.78 |                                 | 13.21                                                                                           | 184                                     | Donner Pass Road                                                                                | |
| Nevada NEV 0.00-31.78 |                                 | 14.16                                                                                           | 185                                     | SR 89 sur – Tahoe City, Lake Tahoe                                                              | Extremo oeste de la SR 89 |
| Nevada NEV 0.00-31.78 | Truckee                         | 14.97                                                                                           | 186                                     | Central Truckee                                                                                 | No entrada en sentido Este |
| Nevada NEV 0.00-31.78 | Truckee                         | 16.29                                                                                           | 188A                                    | Truckee                                                                                         | Salida en sentido Este y entrada en sentido oeste |
| Nevada NEV 0.00-31.78 | Truckee                         | 16.60                                                                                           | 188B                                    | SR 89 norte SR 267 sur – Sierraville, Lake Tahoe                                                | Extremo este de la SR 89; Señalizada como salida 188 en sentido oeste |
| Nevada NEV 0.00-31.78 |                                 | 18.28                                                                                           | 190                                     | Overland Trail                                                                                  | |
| Nevada NEV 0.00-31.78 |                                 | 22.41                                                                                           | 194                                     | Hirschdale Road                                                                                 | |
| Nevada NEV 0.00-31.78 |                                 | 27.29                                                                                           | 199                                     | Floriston                                                                                       | |
| Nevada NEV 0.00-31.78 |                                 | 29.49                                                                                           | 201                                     | Farad                                                                                           | |
| Sierra SIE 0.00-1.59 | Sin cruces                      | Sin cruces                                                                                      | Sin cruces                              | Sin cruces                                                                                      | Sin cruces |
| Sierra SIE 0.00-1.59 |                                 | 1.49                                                                                            | Frontera con Nevada                     | Frontera con Nevada                                                                             | Frontera con Nevada |
| 1.000 mi = 1.609 km; 1.000 km = 0.621 mi Cerrada/Antigua • Terminal concurrente • Acceso incompleto • Propuesta/Sin abrir |                                 |                                                                                                 |                                         |                                                                                                 | |